# Новавесь-Хелмінська
Новавесь-Хелмінська (пол. Nowawieś Chełmińska, нім. Kulmisch Neudorf) — село в Польщі, у гміні Хелмно Хелмінського повіту Куявсько-Поморського воєводства.
Населення — 258 осіб (2011).
У 1975-1998 роках село належало до Торунського воєводства.

## Демографія
Демографічна структура станом на 31 березня 2011 року:
|          | Загалом | Допрацездатний вік | Працездатний вік | Постпрацездатний вік |
| -------- | ------- | ------------------ | ---------------- | -------------------- |
| Чоловіки | 140     | 46                 | 83               | 11                   |
| Жінки    | 118     | 33                 | 69               | 16                   |
| Разом    | 258     | 79                 | 152              | 27                   |